# Козельці шорстконосикові
{{#ifeq:0|0|{{#if:Tragopogon dasyrhynchus|{{#if:|[[]}}|[[]]}}}}
Козельці шорстконосикові (Tragopogon dasyrhynchus) — вид квіткових рослин з підродини цикорієвих (Cichorioideae).

## Біоморфологічна характеристика
Це дворічна рослина 45–130 см заввишки, розсіяно-павутинна або гола рослина з блідим стеблами і темно-зеленими листками. Прикореневі листки лінійні, 2–10 мм завширшки. Листочків обгортки 7(8). Сім'янки з коротким товстуватим носиком; чубчик білуватий, дорівнює сім'янці або коротше за неї, легко опадає.

## Поширення
Росія, Україна, Північний Кавказ.
В Україні вид росте у степах, на степових схилах, сухих луках, чагарниках — у Донецькому Лісостепу та лівобережних степових районах, нерідко; у Криму, зрідка